# Cercopithecus ascanius
Cercopithecus ascanius là một loài động vật có vú trong họ Cercopithecidae, bộ Linh trưởng. Loài này được Audebert mô tả năm 1799.

## Hình ảnh

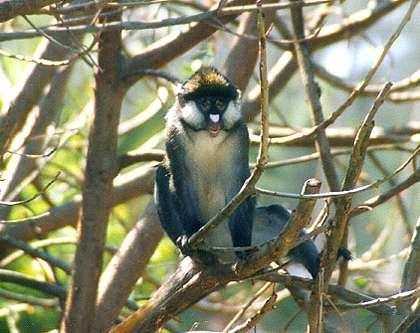
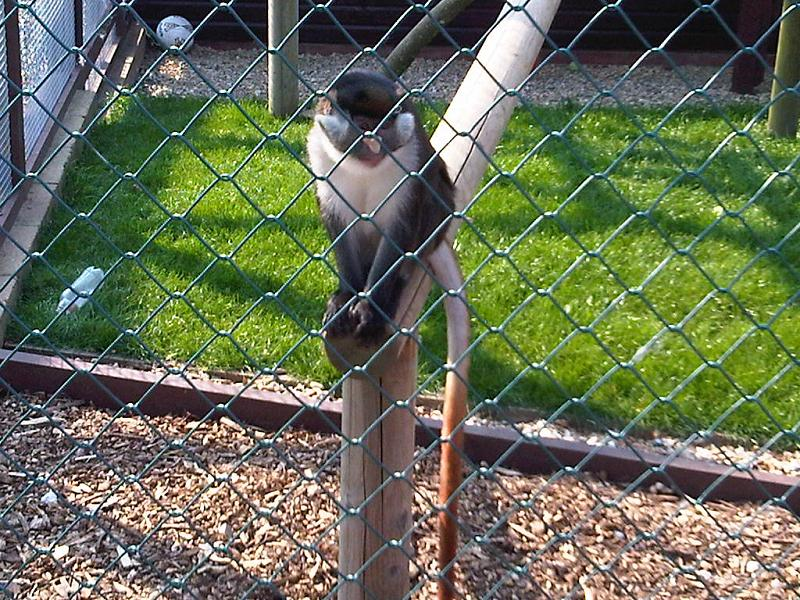
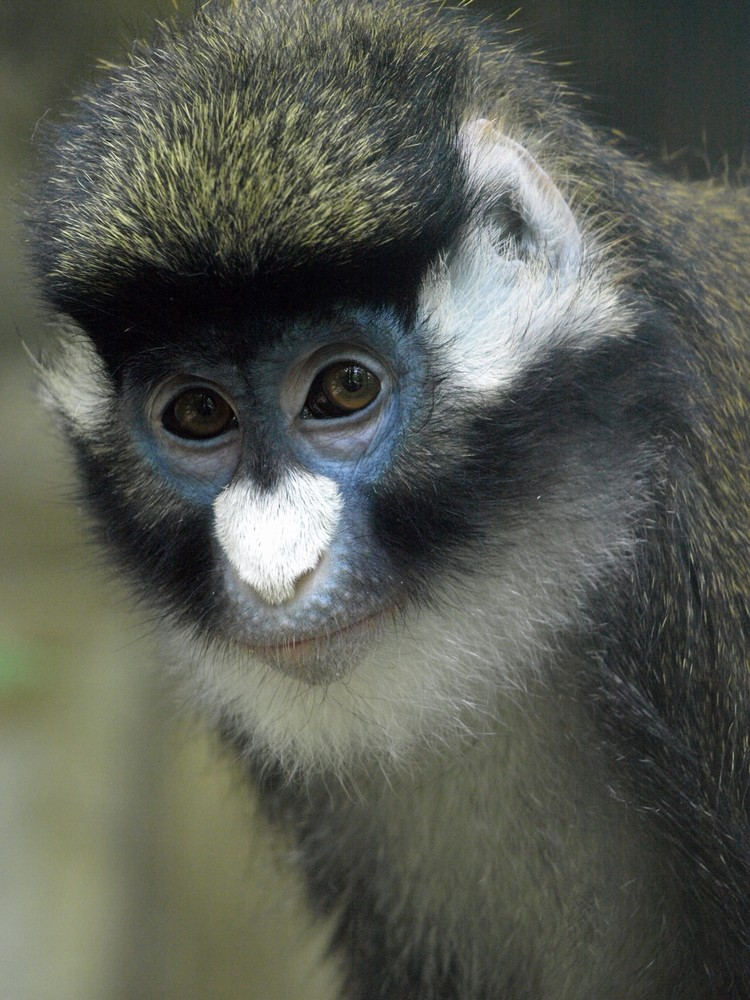
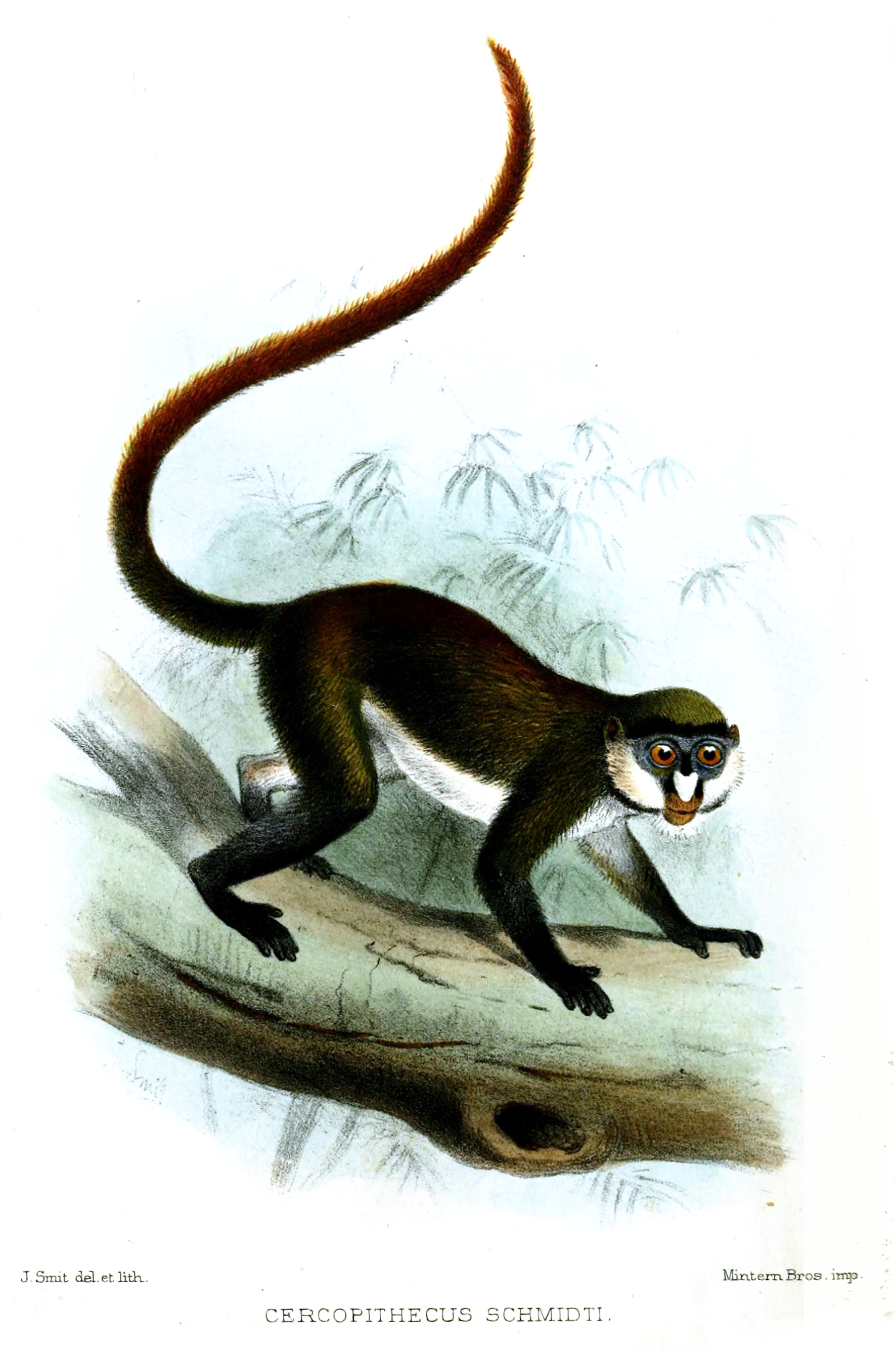